# Beach Volley (jeu vidéo)
Beach Volley est un jeu vidéo de beach-volley développé par Ocean France et édité par Ocean Software en 1989 sur Amiga et Atari ST. Choice Software a adapté le jeu sur Amstrad CPC, Commodore 64 et ZX Spectrum.
Le jeu est parfois appelé Ocean Beach Volley. C'est l'un des rares jeux de volleyball de plage des années 80, cette discipline êtant encore peu médiatisée à l'époque.

## Développement
Marc Djan a conçu le game design. Michel Janicki a programmé le jeu sur Amiga et Alexis Leseigneur sur Atari ST. Michèle Bacqué, Philippe Dessoly, Pierre-Eric Loriaux ont réalisé les graphismes et Jean Baudlot a composé la bande-son. Colin Gordon a participé aux adaptations sur micros 8-bits.
Bob Wakelin a illustré la boîte de jeu.